# The Dissociatives
The Dissociatives é uma banda formada em 1997 a partir de projetos paralelos de Daniel Johns (guitarrista e vocalista da banda Silverchair), junto com o produtor e tecladista Paul Mac. Com a intenção de produzirem algo completamente diferente de seus trabalhos anteriores, eles se uniram para gravar um único álbum, cujo nome é homônimo à banda. Foram premiados com dois ARIA Music Awards em 2004.